# Гронинген
Гронинген (на нидерландски: Groningen) е пристанищен град в Североизточна Нидерландия, разположен край няколко реки и плавателен канал. Градът е административен център на едноименната провинция Гронинген.
В района на Гронинген има голямо находище на природен газ. Икономическият профил на града се формира от торфено-брикетната, захарната, тютюневата промишленост и корабостроенето.
Университетът в Гронинген е исторически вторият в Нидерландия след Лайденския университет.
Представителният футболен отбор на града е ФК „Гронинген“. Той е дългогодишен участник в елитната група на нидерландския футбол Ередивизи.

## Личности
Родени
- Даниел Бернули, математик
- Йохан Хойзинга (1872 – 1945), историк и философ
- Алета Якобс – първата жена, допусната до университета, личен лекар
- NOISIA

## Музеи
- Музеят на Гронинген